# Nomada portalensis
Nomada portalensis är en biart som beskrevs av Broemeling 1989. Nomada portalensis ingår i släktet gökbin, och familjen långtungebin. Inga underarter finns listade i Catalogue of Life.